# Paranauka
Paranauka (gr. παρα – „przy”, „obok”, „poza czymś”) – część wiedzy, bardzo bliska wiedzy racjonalnej, czy nawet naukowej, która teoretycznie powinna poddawać się racjonalnej kontroli (weryfikacji), ale obejmuje pomysły i hipotezy niespełniające mocnej zasady racjonalności, tzn. nieposiadające odpowiedniego uzasadnienia. W efekcie paranauka obejmuje wiedzę stojącą poza oficjalnym nurtem naukowym, z których uczeni czerpią jednak pomysły i hipotezy robocze. Paranauka stanowi swego rodzaju „przedsionek” wiedzy naukowej.
Paranauka istotnie różni się od pseudonauki, obejmującej wiedzę irracjonalną i pozorującą wiedzę naukową, np. poprzez używanie języka naukowego. Problem metod rozróżniania nauki od paranauki określany jest jako problem demarkacji.
Paranauki (np. parapsychologia) mają swoją metodę, właściwą dla tej dziedziny rzeczywistości, którą się zajmują. Badania metodami naukowymi zjawisk paranormalnych nie dały pozytywnych wyników z  powodu nieadekwatności  stosowanych przez naukowców metod badawczych.